# Lebedev (krater)
Lebedev je krater na suprotnoj strani Mjeseca. Nalazi se na istočnom rubu nepravilnog obilježja poznatog kao Mare Australe. Krater se nalazi jugoistočno od većeg, poplavljenog kratera Lamb, i istočno-sjeveroistočno od Anuchina. Jugoistočno od Lebedeva nalazi se manji krater Cassegrain.
Ovo je istrošena i erodirana formacija kratera s neravnim vanjskim rubom, iako nema značajnih utjecaja na rubu ruba. Duž unutarnjeg zida nalazi se nekoliko malih kratera, s parom na jugoistoku i još jednim na jugozapadu. Međutim, najizrazitija karakteristika ovog kratera je tamna unutrašnjost preplavljena lavom. Ova površina prožeta je mnogo sitnih kratera i ima nizak greben u južnoj polovici, ali je inače ravna i gotovo bez osobina.

## Satelitski krateri
Po konvenciji su ove značajke identificirane na lunarnim kartama stavljanjem slova na stranu središnje točke kratera koja je najbliža Lebedevu.
| Lebedev | Geografska širina | Geografska dužina | Promjer |
| ------- | ----------------- | ----------------- | ------- |
| C       | 45,0° J           | 111,0° E          | 34 km   |
| D       | 44,6° J           | 112,5° E          | 34 km   |
| F       | 47,5° J           | 110,8° E          | 18 km   |
| K       | 49,7° J           | 108,9° E          | 22 km   |